# Sadio Mané
Pour les articles homonymes, voir Mané.
Sadio Mané, né le 10 avril 1992 à Bambali, au Sénégal, est un footballeur international sénégalais qui évolue au poste d'ailier et d'avant-centre à Al-Nassr FC.
Sadio Mané est parfois considéré comme le meilleur joueur de l'histoire de l'équipe du Sénégal de football. Il est réputé pour ses dribbles, sa vitesse, sa technique et sa vision du jeu. En 2009, il intégrait l'AS Génération Foot où il fut rapidement repéré par le club partenaire du FC Metz. Il signe son premier contrat professionnel avec le club français au début de l'année 2012. La même année, son équipe est reléguée et Sadio Mané part pour le Red Bull Salzbourg.
En Autriche, le Sénégalais se révèle totalement et marque plus d'un but tous les deux matchs. Il remporte deux championnats en autant de saisons, signant même le doublé avec la Coupe nationale en 2014. Le Southampton FC l'engage et Sadio Mané confirme son talent en Premier League continuant à marquer plus de dix buts par an. En 2016, le Liverpool FC fait de lui le joueur Sénégalais le plus cher de l'histoire. Il s'impose rapidement et complète son tableau des trophées. Sadio Mané remporte ses premières compétitions majeures avec le championnat d'Autriche en 2013 à Salzbourg et le doublé coupe-championnat l'année suivante.
Avec Liverpool, après être parvenu en finale en 2018, Sadio Mané remporte la Ligue des champions en 2019. Il termine co-meilleur buteur du Championnat d'Angleterre en 2019 (22 buts), remporte la Supercoupe de l'UEFA 2019 et la Coupe du monde des clubs de la FIFA 2019, ce qui lui vaut d'être sacré joueur africain de l'année 2019. En 2020, il gagne le Championnat d'Angleterre. Il remporte de nouveau le titre de  joueur africain de l'année en 2022.
Sur le plan international, Sadio Mané débute avec l'équipe du Sénégal en 2012. Il prend ensuite part aux Jeux olympiques de 2012. Après plusieurs échecs dans les compétitions, les Sénégalais sont finalistes de la CAN 2019 et vainqueurs en 2022. Lors de la cérémonie Ballon d'or 2022, il atteint le meilleur classement pour un joueur africain depuis George Weah, qui a reçu le trophée en 1995. Il est le premier footballeur à recevoir le trophée prix Sócrates, prix récompensant un sportif pour ses œuvres et son engagement.

## Biographie

### Enfance et débuts
Né le 10 avril 1992, à Bambali, près de Sédhiou, dans une communauté rurale du sud du Sénégal, Sadio Mané devient rapidement fan de football. Il voue une grande admiration au footballeur brésilien Ronaldinho et pour l'international sénégalais El-Hadji Diouf, qu'il considère comme ses modèles. Son père, imam du village, ne voit pas d'un bon œil sa passion et veut l'en dissuader.
À l'âge de 15 ans, le jeune Mané passe outre l'avis familial et fugue pour tenter de vivre de sa passion. Il se souvient « J'ai fui le village pour aller à Dakar, sans que personne le sache. Et une semaine après, alors qu'ils me cherchaient partout, ils ont su que j'étais à la capitale et m'ont alors ramené au village. » Mais, à force de persuasion, Mané convainc les siens de le laisser quitter le village pour rencontrer des formateurs en ville. Il se rend à M'bour, la plus grande ville de football au Sénégal, avec son équipement précaire (un short et des chaussures abîmées).
En 2018, Mané met à la disposition de son village natal, un chèque d'une valeur de 234 000 euros, pour contribuer au financement de la construction d’un lycée et offre 300 maillots de son club du Liverpool FC à son village.

### Révélation à Génération Foot puis Metz (2009-2012)
En 2009, à M'bour à 80 km au sud-est de la capitale, un détecteur de talents local repère Mané, monté de sa région agricole et forestière de l’extrême sud du pays pour jouer les « navétanes », des championnats de football de quartier. Il est aiguillé vers l'AS Génération Foot, l'un des multiples clubs de Dakar observés par des clubs européens à la recherche de jeunes joueurs prometteurs. Il y passe des tests concluants. Un recruteur se souvient « Quand j’ai vu son toucher de balle, je me suis dit, vraiment ça c’est un bon joueur. J’ai dit à Jules Boucher (l'entraîneur) : celui-là, on le prend direct ».
Placé sur le côté de l’attaque, Mané fait merveille et contribue à l’accession du club en deuxième division sénégalaise au terme de la saison 2010-2011. Il rejoint alors la France et le FC Metz, en partenariat avec Génération Foot.
Mané fait ses débuts professionnels pour Metz le 14 janvier 2012, en remplaçant Kévin Diaz à la 75e minute lors d'une défaite 0-1 à domicile contre Bastia en Ligue 2. Il a pourtant du mal à s'intégrer et aurait caché une pubalgie pour être sûr de jouer. Il joue 19 matches lors sa première demi-saison en championnat, dont douze comme titulaire, et marque un but en solitaire lors d'une défaite 2-5 contre Guingamp au stade Saint-Symphorien, le 4 mai. Metz est relégué en National à la fin de la saison.
Durant l'été 2012, Mané réalise un bon parcours aux Jeux olympiques de Londres avec le Sénégal et s'engage fin août avec le club autrichien Red Bull Salzbourg.

### Confirmation avec Red Bull Salzbourg (2012-2014)

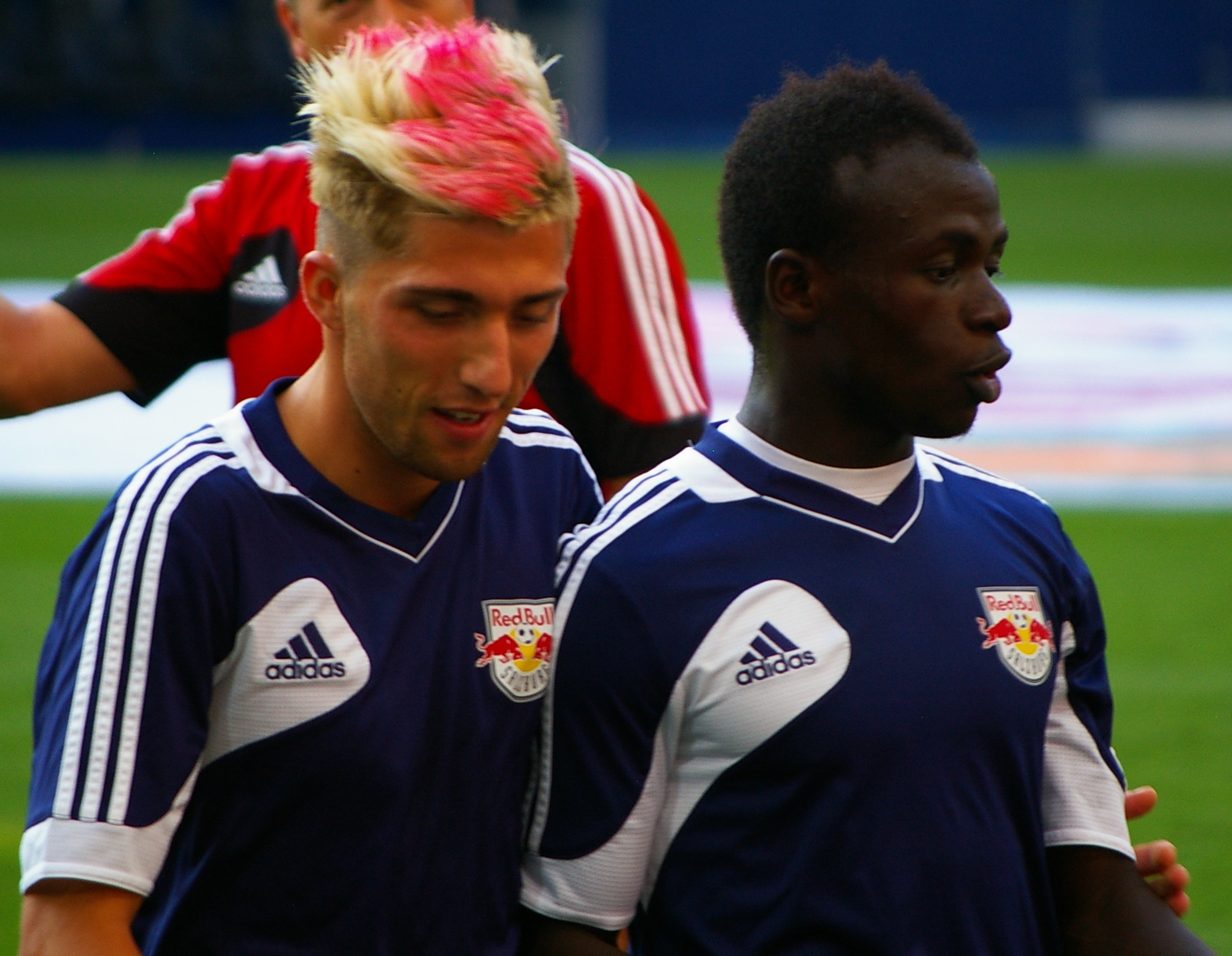
Kevin Kampl et Sadio Mané avec le Red Bull Salzbourg en 2012.

Mané signe avec le club autrichien Red Bull Salzbourg en échange de quatre millions d'euros, alors troisième plus grosse indemnité de transfert dans l'histoire du FC Metz,.
Il y fait ses débuts lors d'un match amical contre son ancien club, en juillet 2012. Mané marque son premier triplé pour le club autrichien le 31 octobre, lors d'une victoire 1-3 à Kalsdorf au troisième tour de la Coupe d'Autriche.
Il inscrit son premier triplé dans une rencontre officielle le 15 décembre 2012, lors d'un match de Bundesliga autrichienne face au SV Mattersburg, contribuant grandement à la large victoire de son équipe (7-0).
Mané joue son premier match de Ligue des champions lors d'une rencontre qualificative face au Fenerbahçe SK le 31 juillet 2013 (1-1).
Le 27 octobre 2013, il inscrit un autre triplé en championnat, lors d'une victoire à l'extérieur 3-0 à Grödig. Il se met en évidence le 12 décembre 2013 face à l'Esbjerg fB en inscrivant deux buts et délivrant une passe décisive pour Kevin Kampl lors d'une rencontre de Ligue Europa. Il contribue ainsi à la victoire de son équipe par trois buts à zéro en étant impliqué sur la totalité des buts.
Il marque un nouveau triplé le 7 mai 2014 après une victoire de Salzbourg face au SV Horn en coupe d'Autriche, contribuant à la victoire de son équipe (7-0).
En Autriche, le natif de Bambali prend son essor. Titulaire indiscutable, il dispute 87 rencontres et inscrit 45 réalisations, dont trois triplés. Il termine la saison 2013-2014 comme meilleur buteur du club avec quinze buts toutes compétitions confondues. Séduits par sa vivacité, sa technique et sa finition, les clubs du championnat anglais s'intéressent à lui. Le 1er septembre 2014, Mané est transféré à Southampton pour un montant d'environ quinze millions d'euros.

### L'avènement à Southampton (2014-2016)
Le 1er septembre 2014, Mané est transféré en Premier League anglaise à Southampton en échange de 11,8 millions de livres sterling (environ 15 millions d'euros), en signant un contrat de quatre ans.
Mané fait ses débuts le 23 septembre lors d'une victoire 2-1 en Coupe de la Ligue face à Arsenal, provoquant le penalty pour le premier but. Il fait sa première apparition en championnat pendant une autre victoire 2-1 face au Queens Park Rangers quatre journées plus tard, en commençant le match et en servant Ryan Bertrand pour le premier but. Le Sénégalais marque son premier but pour le club lors d'une victoire 8-0 contre Sunderland le 18 octobre 2014, bien que celui-ci soit ensuite attribué comme but contre son camp à Patrick van Aanholt. Il récidive cependant au match suivant, lors d'un succès 1-0 contre Stoke City une semaine plus tard. En décembre et janvier, Mané marque trois buts durant trois matches successifs, contre Crystal Palace, Chelsea et Arsenal. Il ne joue pas le match contre Liverpool qui se solde par une défaite à domicile 0-2 le 22 février 2015, étant arrivé en retard au stade. Le 16 mai 2015, Mané inscrit un triplé en 2 minutes 56 secondes face Aston Villa à domicile. Cette performance devient le nouveau record de Premier League, améliorant celui de Robbie Fowler réussi en 1994 en 4 minutes 33 secondes.

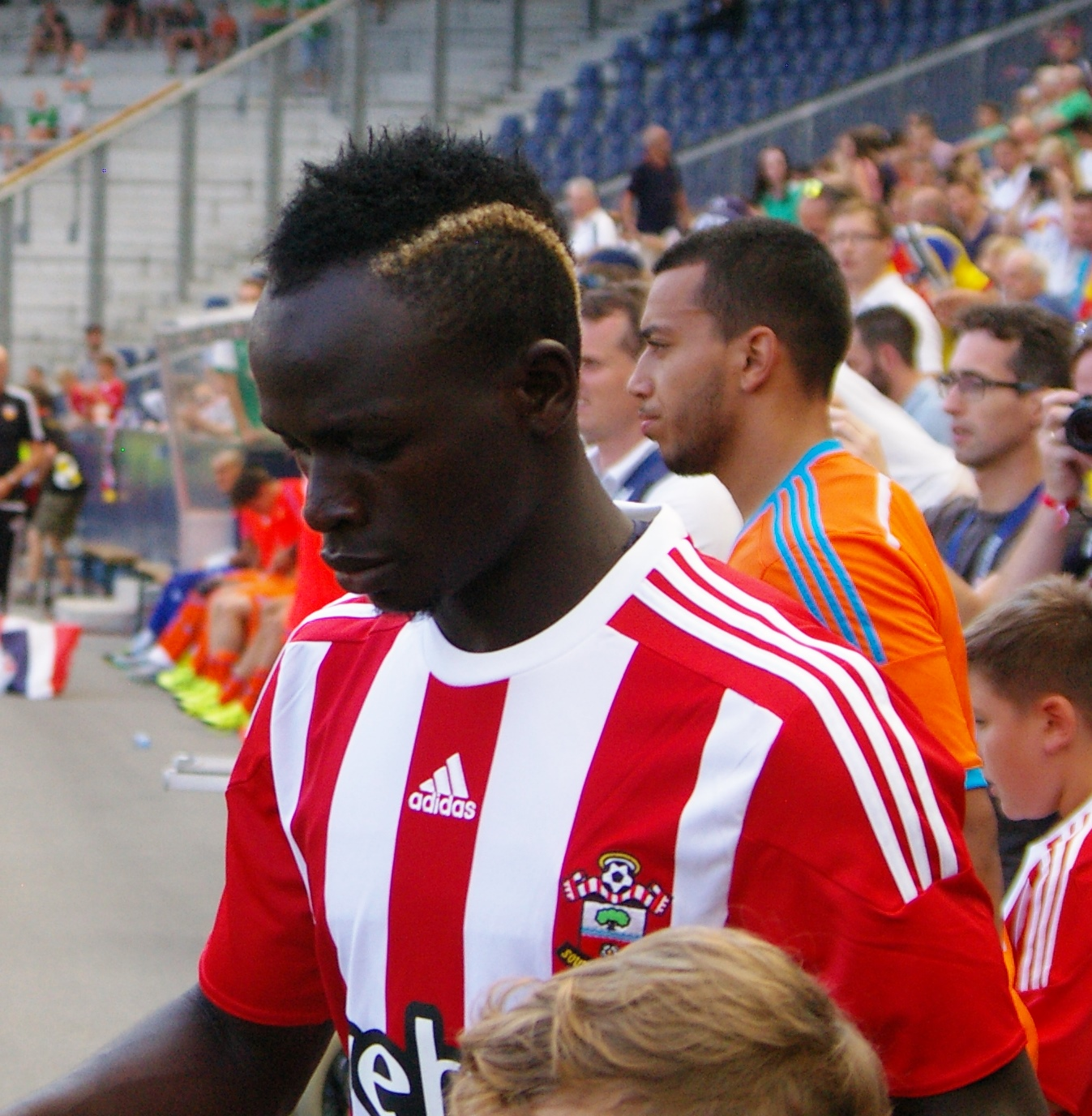
Mané en juillet 2015 avec Southampton.

Le 30 juillet 2015, Mané fait ses débuts en Coupe d'Europe avec les Saints lors du troisième tour de la Ligue Europa contre le Vitesse Arnhem (victoire 3-0). Le 6 août suivant, Mané inscrit son premier but européen et de la saison au match retour, à la 89e minute de jeu (2-0).

### Joueur majeur du Liverpool FC (2016-2022)
Le 28 juin 2016, Mané signe cinq ans au Liverpool Football Club pour 36 millions d'euros. Il devient le troisième sénégalais à rejoindre le club après El Hadji Diouf et Salif Diao et le deuxième joueur le plus cher de l'histoire du club derrière Andy Carroll. Mané devient, par la même occasion, le joueur africain le plus cher de l'histoire du football.
Mané fait ses débuts le 14 août contre Arsenal et marque le but de la victoire 4-3. Positionné sur l'aile, il devient rapidement une arme offensive intéressante pour Liverpool. En février 2017, Mané réalise un doublé en l'espace de deux minutes contre Tottenham et donne la première victoire en championnat de l'année à son équipe. Il se blesse lors du derby contre Everton en avril et doit mettre un terme à sa saison. La saison du joueur est entrecoupée de nombreuses blessures mais malgré cela, il est le leader de son équipe avec treize buts. Mané est nommé dans l'équipe-type de la saison de Premier League 2016-2017. Un temps proche de la première place du championnat, les Reds terminent quatrième. Selon l'ancien milieu de Liverpool, Steven Gerrard, l'absence de Mané « a coûté le titre » à Liverpool.

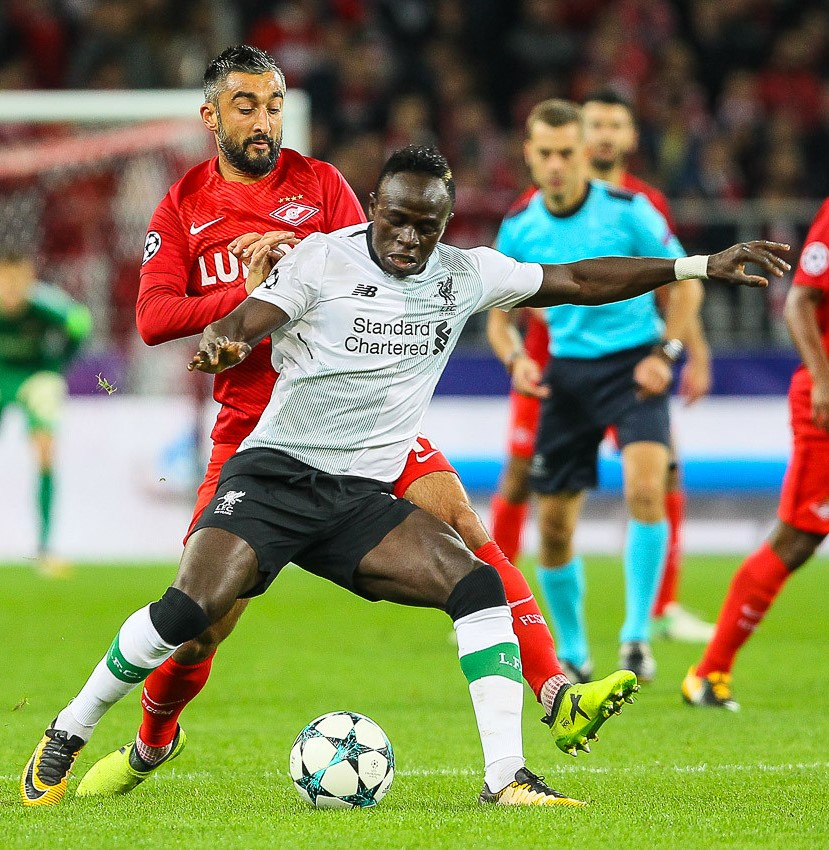
Mané en septembre 2017 avec Liverpool.

En septembre 2017, alors qu'il est lancé vers le but adverse, Mané percute violemment de son pied Ederson, le gardien de Manchester City. Bien que son geste ne soit pas intentionnel, il écope de trois matchs de suspension. Le 4 novembre, de retour de blessure, il délivre deux passes décisives à Mohamed Salah pour une victoire 4-1 contre West Ham. Le 14 février 2018, Mané inscrit un triplé contre le FC Porto en Ligue des champions et devient le premier Sénégalais à réaliser une telle performance dans cette compétition,. Sadio Mané rejoint ses compatriotes Salif Diao et Demba Ba, comme troisième joueur sénégalais à atteindre les demi-finales de la compétition. Le 24 avril, lors de la demi-finale contre l'AS Rome, il marque l'un des buts de Liverpool (victoire 5-2) et récidive le 2 mai à Rome pour l'ouverture du score de Liverpool (défaite 4-2). Malgré cette défaite, Mané et Liverpool se qualifient pour la finale le 26 mai contre le Real Madrid, double tenant du titre. En avril 2018, il devient l'unique meilleur buteur sénégalais de l'histoire de la Premier League en marquant son 44e but, devant Demba Ba (43), El-Hadji Diouf (32) ou encore Henri Camara (31). Lors de la finale européenne, Mané égalise quelques minutes après l'ouverture du score de Karim Benzema. Malgré cela, les Reds s'inclinent sur le score de trois buts à un. Il devient le troisième joueur africain (après Samuel Eto'o et Didier Drogba) a inscrire au moins dix buts dans une seule édition Ligue des champions.
Proposant son classement pour le Ballon d’or 2018, Bleacher Report désigne Mané comme étant le cinquième meilleur joueur du monde juste après Roberto Firmino, Lionel Messi, Mohamed Salah et Cristiano Ronaldo. Fort d'une saison 2017-2018 puis d'une Coupe du monde satisfaisantes, Mané se classe 22e au classement du Ballon d'or. S'il s'agit de son meilleur classement dans la distinction individuelle, le résultat est jugé décevant par rapport aux positions occupées par des joueurs aux statistiques moindres.
Pour la saison 2018-2019, Mané récupère le numéro 10, laissé libre depuis le départ de Philippe Coutinho l'année précédente. Lors de cette saison, Mané devient le meilleur buteur du championnat (ex æquo avec Mohamed Salah et Pierre-Emerick Aubameyang) avec 22 buts. Le 1er juin 2019, il remporte sa première Ligue des champions lors de la victoire 2 buts à 0 des Reds contre Tottenham. Lors de ce match, il provoque un penalty qui permet d'ouvrir le score par l’intermédiaire de Mohamed Salah. Mané réalise ainsi sa saison la plus prolifique en termes de buts.
En ouverture de la saison 2019-2020, Liverpool perd le Community Shield contre Manchester City ; rencontre que Mané ne dispute pas. Malgré cette défaite, le club remporte la Supercoupe de l'UEFA contre Chelsea, où Mané se distingue en inscrivant un doublé. En janvier 2020, il reçoit le prix du joueur africain de l'année 2019 : il devance dans le scrutin les deux autres joueurs de Premier League anglaise Mohamed Salah et Riyad Mahrez.
Grâce à sa magnifique saison 2021-2022, il est récompensé au prix Ballon d'or en terminant deuxième derrière le Français Karim Benzema.

### Bayern Munich (2022-2023)
À la fin de la saison 2021-2022, le joueur fait part publiquement de ses envies de départ de Liverpool. Finalement le 17 juin 2022, le directeur sportif du Bayern Munich, Hasan Salihamidžić, annonce l'arrivée de Sadio Mané au Bayern Munich.
Sadio Mané réalise son premier match sous ses nouvelles couleurs lors de la Supercoupe d'Allemagne 2022, le 30 juillet 2022. Opposé au RB Leipzig, le Bayern remporte la rencontre sur le score de cinq buts à trois. Il inscrit son premier but pour le club à la 30e minute, sur une passe décisive de Jamal Musiala, deux autres buts lui sont refusés pour hors-jeu.
Le 5 août 2022, Sadio Mané dispute son premier match de championnat face à l'Eintracht Francfort pour le compte de la première journée de Bundesliga. Il inscrit son premier but à la 29e minute, et son équipe s'impose sur le score de six buts à un à l'extérieur. Le 21 août 2022, Mané se met en évidence lors d'une rencontre de championnat contre le VfL Bochum en réalisant son premier doublé avec le Bayern Munich. Il participe ainsi à la victoire des siens (0-7 score final).
En avril 2023, le club allemand a lourdement sanctionné Sadio Mané pour son coup de poing au visage asséné à son coéquipier Leroy Sané, à l’issue de la lourde défaite sur la pelouse de Manchester City en quart de finale aller de la Ligue des champions (3-0). Ecarté pour le match de Bundesliga, contre Hoffenheim (1-1), l’attaquant sénégalais a écopé d’une amende de plus de 300 000 euros.
Arrivé à Munich en tant que star internationale, Sadio Mané n'a pu convaincre chez les Bavarois, entre mauvaises performances, blessures et une utilisation inadéquate au vu de ses qualités par le club, il n'a pu compenser le départ de Robert Lewandowski. Il quitte le Bayern après une seule saison.

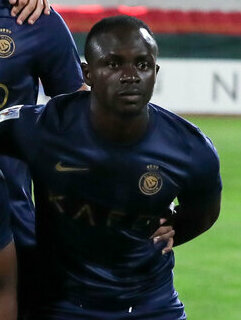
Sadio Mane 2023 Al Nassr (cropped)

### Al-Nassr FC (depuis 2023)
Le 1er août 2023, Sadio Mané s'engage avec Al-Nassr en paraphant un contrat de trois ans jusqu'en 2026,. Le montant du transfert est estimé à 30 millions d'euros.
Mané se montre décisif dès son premier match pour son nouveau club en marquant un but, le 14 août 2023, lors de la première journée de la saison 2023-2024 de première division saoudienne contre Al-Ettifaq. Titulaire, il ouvre le score mais ne peut empêcher la défaite des siens (2-1 score final). Il réalise son premier doublé le 25 août 2023, contre le Al-Fateh SC. Titularisé ce jour-là, il participe à la victoire de son équipe par cinq buts à zéro.
À la suite d’un penalty  transformé par Ronaldo, sur Sadio Mané, Nassr élimine d’Al-Shorta et se qualifie en finale de la Coupe arabe des clubs champions qui se joue le 12 août 2023. Nassr sort victorieux de de cette confrontation. Sadio Mané gagne son premier trophée en terre saoudienne.

### Carrière internationale

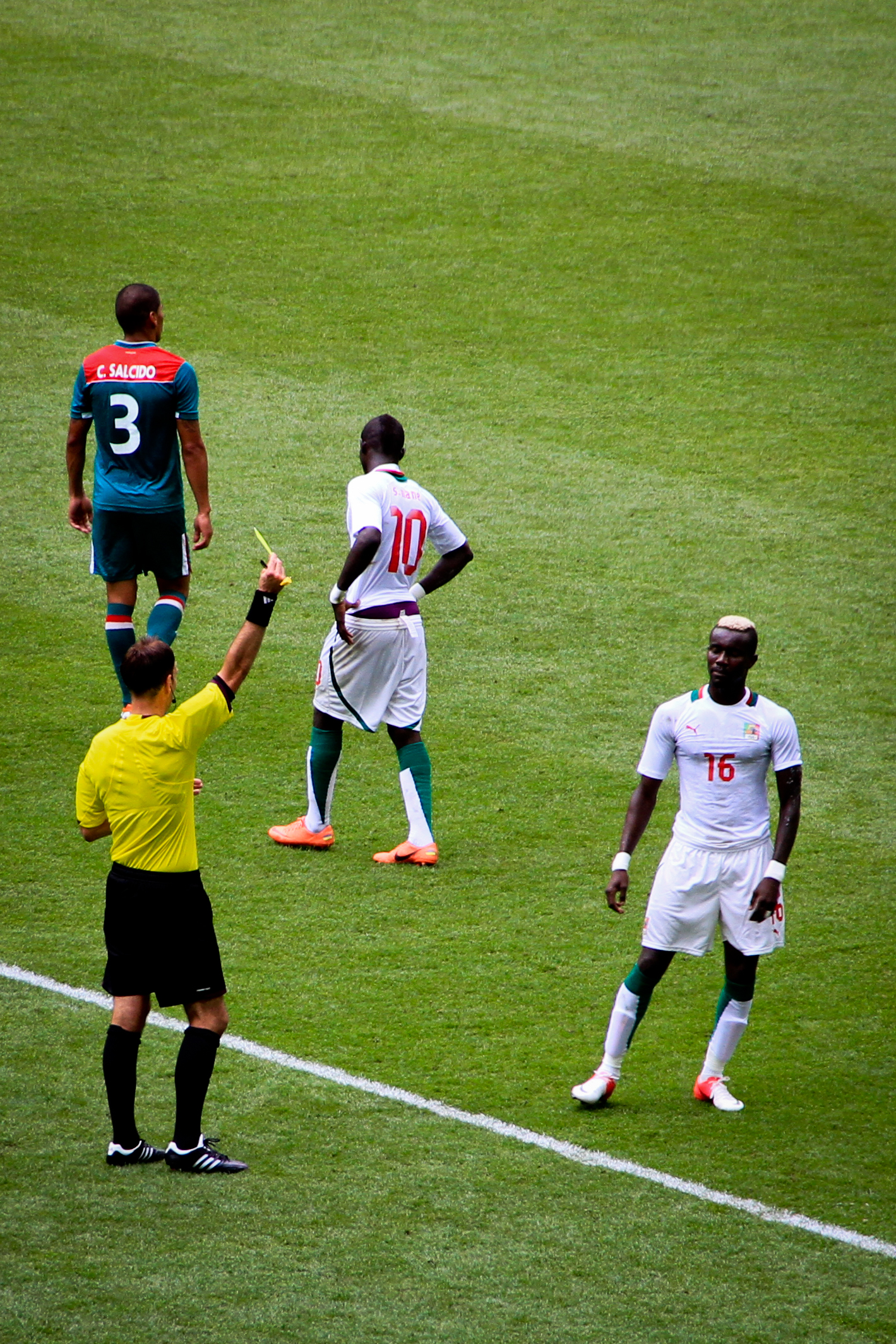
Sadio Mané (n°10) lors du quart-de-finale des Jeux Olympiques 2012 contre le Mexique.

Sadio Mané honore sa première sélection avec l'équipe nationale du Sénégal le 25 mai 2012 contre le Maroc où il se met en évidence en délivrant une passe décisive pour Moussa Konaté sur le seul but du match, qui permet ainsi à son équipe de s'imposer. Il inscrit son premier but en sélection dès sa deuxième apparition, le 2 juin 2012 face au Liberia (victoire 3-1 du Sénégal). Mané fait partie de l'équipe du Sénégal aux Jeux olympiques de 2012, et commence chaque match en tant que titulaire dans le groupe A. L'aventure s’arrête finalement face au futur champion : le Mexique (4-2 après prolongation en quarts de finale). Lors des éliminatoires de la Coupe du monde 2014, il marque le troisième but de son équipe face au Liberia lors de la première journée, puis il offre la victoire à son équipe en marquant en fin de match face à l'Ouganda. Cette victoire permet au Sénégal de disputer le troisième tour des qualifications. Le Sénégal sera finalement éliminé par la Côte d'Ivoire à la suite d'une double confrontation. Il participe à la Coupe d'Afrique des nations 2015, mais son équipe ne passe pas la phase des poules. En quart de finale de la Coupe d'Afrique des nations 2017, Mané rate le dernier penalty contre le Cameroun, synonyme d'élimination pour le Sénégal. Lors des éliminatoires de la Coupe du monde 2018, le Sénégal remporte quatre de ses six matches et se qualifie pour la Coupe du monde, une première depuis 2002 et la génération dorée menée par El-Hadji Diouf. L'année suivante Mané fait partie des vingt-trois joueurs sélectionnés pour participer à la Coupe du monde 2018. Lors de la compétition, Mané inscrit un but lors du deuxième match de poule face au Japon (score final 2-2). Lors de la Coupe d'Afrique des nations 2019, le Sénégal arrive en finale pour la deuxième fois de son histoire et perd une nouvelle fois, cette fois-ci contre l'Algérie. Mané marque trois buts lors de cette édition. Sadio Mané remporte la première Coupe d'Afrique des Nations du Sénégal à la Coupe d'Afrique des nations 2021 organisée par le Cameroun. Il est désigné par la CAF meilleur joueur de la compétition et inscrit le pénalty victorieux lors de la finale contre l'Égypte. Il qualifie ensuite son pays pour sa troisième Coupe du monde en marquant le dernier tir au but de la série au troisième tour des éliminatoires de la zone Afrique. Le 4 juin 2022, lors du premier match contre le Bénin au Stade Abdoulaye Wade de Diamniadio comptant pour la phase qualificative de la Coupe d'Afrique des Nations 2023, il marque trois buts durant la rencontre, portant son total à 32 réalisations avec les Lions de la Téranga. Il dépasse ainsi Henri Camara qui détenait jusque-là le record de buts inscrits en sélection. Le 11 novembre 2022, il est sélectionné par Aliou Cissé pour participer à la Coupe du monde 2022 malgré sa blessure. Selon certaines prévisions, il doit être remis pour le 3e match de poule du Sénégal. La décision de sélectionner Sadio Mané ne plait pas au Bayern Munich qui le fait savoir par l'intermédiaire de son entraîneur, Julian Nagelsmann : « Jouer rapidement après une blessure est toujours critique (...) S'il a mal et qu'il ne peut pas jouer, il ne jouera pas. Même si la fédération (du Sénégal) le voulait. La santé passe avant le sport ». Le 17 novembre 2022, il est officiellement déclaré forfait pour la coupe du monde au Qatar. Sa blessure au genou n'ayant pas connu une évolution favorable, il doit se faire opérer et manquera plusieurs mois de compétition. Le 29 décembre 2023, il est retenu dans la liste des vingt-sept joueurs sénégalais sélectionnés par Aliou Cissé pour disputer la Coupe d'Afrique des nations 2023.
Lors de la Coupe d'Afrique des Nations CAN 2023, Sadio Mané devient le troisième meilleur passeur décisives avec 3 passes, et derrière Georges-Kévin Nkoudou (Cameroun, meilleur passeur décisive avec 3 passes):  José Machín (Guinée-Equatoriale, deuxième meilleur passeur décisive avec 3 passes),.
Lors des éliminatoires de la coupe du monde 2026 à la première Sadio Mané, la star de Al Nasar, a été convoqué par Aliou Cissé parmi le sélectionneur parmi le 26. https://www.radiookapi.net/2024/05/24/actualite/sport/eliminatoires-mondial-2026-liste-du-senegal-pour-affronter-la-rdc-et

## Vie privée
Le 7 janvier 2024, Sadio Mané se marie avec Aicha Tamba, au Sénégal.

## Bourges Foot 18
En 2024, Sadio Mané devient actionnaire majoritaire du Bourges Foot 18, un club qui évolue en National 2,.

## Style de jeu
Mané est considéré comme rapide, technique, dribbleur et provocateur. Lors de son arrivée à l'AS Génération Foot, l’entraîneur et ancien milieu de terrain international sénégalais Jules Boucher se souvient d'un « jeune sympathique et bien éduqué (...). J’avais vu en lui des qualités de joueur de haut niveau, des qualités de vitesse, de dribble, de percussion, d’enchaînements ».
Il fait partie des footballeurs les plus rapides du monde, avec un record de vitesse de 34,84 km/h.

## Palmarès
| Liverpool (6) | Red Bull Salzbourg (3)                                                                           | Bayern Munich (2)                                                                                  | \| Sénégal (1)                                                                                        |
| - Ligue des champions (1) - Vainqueur : 2019 - Finaliste : 2018 et en 2022 - Coupe du monde des clubs (1) - Vainqueur : 2019 - Supercoupe de l'UEFA (1) - Vainqueur : 2019 - Championnat d'Angleterre (1) - Champion : 2020 - Vice-champion : 2019 et 2022 - Coupe de la Ligue anglaise (1) - Vainqueur : 2022 - Coupe d'Angleterre (1) - Vainqueur 2022 - Community Shield - Finaliste en 2019 et 2020 | - Championnat d'Autriche (2) - Champion : 2014 et 2015 - Coupe d'Autriche (1) - Vainqueur : 2014 | - Supercoupe d'Allemagne (1) - Vainqueur : 2022 - Championnat d'Allemagne (1) : - Vainqueur : 2023 | Coupe d'Afrique des nations (1) - Vainqueur : 2021 avec le Sénégal - Finaliste : 2019 avec le Sénégal |

## Distinctions individuelles et records
- 2e du Ballon d'or en 2022
- 4e du Ballon d'or en 2019[58]
- Onze d'or en 2019 et deuxième au Onze d'or en 2022[59]
- Joueur africain de l'année en 2019[60],[61] et 2022[62]
- Talent d'or africain en 2017[63]
- Membre de l'équipe-type de la Coupe d'Afrique des nations en 2019[64] et 2021
- Meilleur joueur de la Coupe d'Afrique des nations 2021
- Ballon d'or sénégalais en 2014, 2015, 2016, 2017, 2018 et 2019[65]
- Élu meilleur joueur de l'année PFA par les fans en 2020[66]
- Élu meilleur joueur de Liverpool pour la saison 2016–2017[67]
- Meilleur buteur du Championnat d'Angleterre en 2019 (22 buts)[68]
- Membre de l'équipe-type de Premier League en 2017, 2019, 2020[69]et 2022
- Membre de l'équipe-type de l'année UEFA en 2019[70]
- Membre de l'équipe-type de la Ligue des champions en 2019[71]
- Joueur du mois du championnat d'Angleterre en août 2017, mars 2018 et novembre 2019
- MVP de la finale Supercoupe de l'UEFA 2019 contre Chelsea
- Homme du match de la Coupe du Monde 2018 contre le Japon
- Homme du match de la Coupe d'Afrique des nations 2019 face au Kenya
- Meilleur sportif africain de l'année 2019 (décerné par les journalistes africains au Caire Égypte)
- Sadio Mané décroche un joli record. Il devient le meilleur buteur africain en phase finale de Ligue des champions, avec quinze réalisations devant Didier Drogba
- Homme du match de la Coupe d'Afrique des nations de football 2021 face au Zimbabwe
- Le triplé le plus rapide de l'histoire du Championnat d'Angleterre de football face à Aston Villa Football Club en 2minutes 56secondes
- Sadio Mané est le seul joueur à avoir marqué 9 fois consécutivement contre le même adversaire dans l’histoire du Championnat d'Angleterre de football
- Homme du match lors de la Coupe d'Afrique des nations de football 2021 face au Burkina Faso
- Sadio Mané a été élu dans l’équipe type de la saison 2021/2022 dans le Championnat d'Angleterre de football selon le CIES
- Sadio Mané est devenu, le soir du 4 juin 2022, au stade Abdoulaye Wade, face au Bénin, lors de la première journée de qualification pour la CAN 2023, le meilleur buteur le l'histoire de l'équipe nationale du Sénégal en arrivant après son triplé à 32 buts, devançant ainsi Henri Camara 31 buts
- Sadio Mané est le meilleur passeur décisif de l'histoire de l'Équipe du Sénégal de football
- Membre de l'équipe type de la saison 2021/2022 en tant qu'ailier droit pour Onze Mondial

### Classements au Ballon d'or
| Années | Classements | % des suffrages | Clubs de Mané              | Vainqueurs du Ballon d'or   |
| ------ | ----------- | --------------- | -------------------------- | --------------------------- |
| 2017   | 23e         | 0,36 %          | Liverpool FC               | Cristiano Ronaldo (33,76 %) |
| 2018   | 22e         | 0,10 %          | Liverpool FC               | Luka Modrić (26,14 %)       |
| 2019   | 4e          | 12,32 %         | Liverpool FC               | Lionel Messi (24,36 %)      |
| 2022   | 2e          | 12,97 %         | Liverpool FC Bayern Munich | Karim Benzema (36,90 %)     |

## Décoration
- Officier de l'Ordre national du Lion du Sénégal (2022)[72]

## Statistiques

### Statistiques détaillées
| Saison                | Club                  | Championnat           | Championnat | Championnat | Championnat | Coupe nationale | Coupe nationale | Coupe nationale | Coupe de la Ligue | Coupe de la Ligue | Coupe de la Ligue | Supercoupe | Supercoupe | Supercoupe | Compétition(s) continentale(s) | Compétition(s) continentale(s) | Compétition(s) continentale(s) | Compétition(s) continentale(s) | Autres compétitions | Autres compétitions | Autres compétitions | Autres compétitions | Sénégal | Sénégal | Sénégal | Total | Total | Total |
| Saison                | Club                  | Division              | M.          | B.          | P.d.        | M.              | B.              | P.d.            | M.                | B.                | P.d.              | M.         | B.         | P.d.       | Comp.                          | M.                             | B.                             | P.d.                           | Comp.               | M.                  | B.                  | P.d.                | M.      | B.      | P.d.    | M.    | B.    | P.d.  |
| 2011-2012             | FC Metz               | Ligue 2               | 19          | 1           | 1           | -               | -               | -               | -                 | -                 | -                 | -          | -          | -          | -                              | -                              | -                              | -                              | -                   | -                   | -                   | -                   | 3       | 1       | 1       | 22    | 2     | 2     |
| 2012                  | FC Metz               | National              | 3           | 1           | 0           | -               | -               | -               | 1                 | 0                 | 0                 | -          | -          | -          | -                              | -                              | -                              | -                              | -                   | -                   | -                   | -                   | -       | -       | -       | 4     | 1     | 0     |
| Sous-total            | Sous-total            | Sous-total            | 22          | 2           | 1           | 0               | 0               | 0               | 1                 | 0                 | 0                 | -          | -          | -          | -                              | 0                              | 0                              | 0                              | -                   | -                   | -                   | -                   | 3       | 1       | 1       | 26    | 3     | 2     |
| 2012-2013             | Red Bull Salzbourg    | Bundesliga            | 26          | 16          | 7           | 3               | 3               | 1               | -                 | -                 | -                 | -          | -          | -          | -                              | -                              | -                              | -                              | -                   | -                   | -                   | -                   | 7       | 1       | 2       | 36    | 20    | 10    |
| 2013-2014             | Red Bull Salzbourg    | Bundesliga            | 33          | 13          | 12          | 4               | 5               | 2               | -                 | -                 | -                 | -          | -          | -          | C1+C3                          | 2+11                           | 0+5                            | 0+3                            | -                   | -                   | -                   | -                   | 6       | 2       | 1       | 56    | 25    | 18    |
| 2014                  | Red Bull Salzbourg    | Bundesliga            | 4           | 2           | 4           | 1               | 1               | 0               | -                 | -                 | -                 | -          | -          | -          | C1                             | 3                              | 0                              | 0                              | -                   | -                   | -                   | -                   | -       | -       | -       | 8     | 3     | 4     |
| Sous-total            | Sous-total            | Sous-total            | 63          | 31          | 23          | 8               | 9               | 3               | 0                 | 0                 | 0                 | -          | -          | -          | -                              | 16                             | 5                              | 3                              | -                   | -                   | -                   | -                   | 13      | 3       | 3       | 100   | 48    | 32    |
| 2014-2015             | Southampton FC        | PL                    | 30          | 10          | 3           | -               | -               | -               | 2                 | 0                 | 1                 | -          | -          | -          | -                              | -                              | -                              | -                              | -                   | -                   | -                   | -                   | 10      | 3       | 2       | 42    | 13    | 6     |
| 2015-2016             | Southampton FC        | PL                    | 37          | 11          | 6           | 1               | 0               | 0               | 2                 | 3                 | 0                 | -          | -          | -          | C3                             | 3                              | 1                              | 1                              | -                   | -                   | -                   | -                   | 8       | 3       | 4       | 51    | 18    | 11    |
| Sous-total            | Sous-total            | Sous-total            | 67          | 21          | 9           | 1               | 0               | 0               | 4                 | 3                 | 1                 | -          | -          | -          | -                              | 3                              | 1                              | 1                              | -                   | -                   | -                   | -                   | 18      | 6       | 6       | 93    | 31    | 17    |
| 2016-2017             | Liverpool FC          | PL                    | 27          | 13          | 5           | -               | -               | -               | 2                 | 0                 | 2                 | -          | -          | -          | -                              | -                              | -                              | -                              | -                   | -                   | -                   | -                   | 7       | 2       | 1       | 36    | 15    | 8     |
| 2017-2018             | Liverpool FC          | PL                    | 29          | 10          | 7           | 2               | 0               | 0               | -                 | -                 | -                 | -          | -          | -          | C1                             | 13                             | 10                             | 2                              | -                   | -                   | -                   | -                   | 10      | 2       | 2       | 54    | 22    | 11    |
| 2018-2019             | Liverpool FC          | PL                    | 36          | 22          | 1           | -               | -               | -               | 1                 | 0                 | 0                 | -          | -          | -          | C1                             | 13                             | 4                              | 1                              | -                   | -                   | -                   | -                   | 11      | 4       | 1       | 61    | 30    | 3     |
| 2019-2020             | Liverpool FC          | PL                    | 35          | 18          | 7           | 1               | 0               | 0               | -                 | -                 | -                 | -          | -          | -          | C1                             | 6                              | 2                              | 2                              | SU+CMC              | 1+2                 | 2+0                 | 0+1                 | 3       | 0       | 2       | 48    | 22    | 12    |
| 2020-2021             | Liverpool FC          | PL                    | 34          | 11          | 5           | 3               | 2               | 0               | -                 | -                 | -                 | -          | -          | -          | C1                             | 10                             | 3                              | 1                              | CS                  | 1                   | 0                   | 0                   | 5       | 3       | 1       | 53    | 19    | 7     |
| 2021-2022             | Liverpool FC          | PL                    | 34          | 16          | 2           | 3               | 2               | 0               | 1                 | 0                 | 0                 | -          | -          | -          | C1                             | 13                             | 5                              | 1                              | -                   | -                   | -                   | -                   | 15      | 9       | 4       | 66    | 32    | 7     |
| Sous-total            | Sous-total            | Sous-total            | 195         | 90          | 27          | 9               | 4               | 0               | 4                 | 0                 | 2                 | -          | -          | -          | -                              | 55                             | 24                             | 7                              | -                   | 4                   | 2                   | 1                   | 51      | 20      | 12      | 318   | 140   | 49    |
| 2022-2023             | Bayern Munich         | Bundesliga            | 25          | 7           | 5           | 3               | 1               | 0               | -                 | -                 | -                 | 1          | 1          | 0          | C1                             | 9                              | 3                              | 1                              | -                   | -                   | -                   | -                   | 5       | 4       | 1       | 43    | 16    | 7     |
| Sous-total            | Sous-total            | Sous-total            | 25          | 7           | 5           | 3               | 1               | 0               | 0                 | 0                 | 0                 | 1          | 1          | 0          | -                              | 9                              | 3                              | 1                              | -                   | 0                   | 0                   | 0                   | 5       | 4       | 1       | 43    | 16    | 7     |
| 2023-2024             | Al-Nassr              | SPL                   | 32          | 13          | 8           | 5               | 4               | 1               | -                 | -                 | -                 | 1          | 1          | 0          | C1+CAC                         | 8+4                            | 1+0                            | 2+0                            | -                   | -                   | -                   | -                   | 11      | 6       | 5       | 61    | 25    | 16    |
| 2024-2025             | Al-Nassr              | SPL                   | 24          | 7           | 7           | 2               | 1               | 0               | -                 | -                 | -                 | 2          | 0          | 0          | C1                             | 9                              | 1                              | 1                              | -                   | -                   | -                   | -                   | 8       | 2       | 0       | 45    | 11    | 8     |
| Sous-total            | Sous-total            | Sous-total            | 56          | 20          | 15          | 7               | 5               | 1               | 0                 | 0                 | 0                 | 3          | 1          | 0          | -                              | 21                             | 2                              | 3                              | -                   | 0                   | 0                   | 0                   | 19      | 9       | 5       | 106   | 37    | 24    |
| Total sur la carrière | Total sur la carrière | Total sur la carrière | 427         | 170         | 79          | 28              | 18              | 4               | 8                 | 3                 | 3                 | 4          | 2          | 0          | -                              | 103                            | 34                             | 15                             | -                   | 4                   | 2                   | 1                   | 114     | 46      | 28      | 688   | 275   | 130   |

### Buts internationaux
| Liste des buts de Sadio Mané avec l'équipe du Sénégal | Liste des buts de Sadio Mané avec l'équipe du Sénégal | Liste des buts de Sadio Mané avec l'équipe du Sénégal          | Liste des buts de Sadio Mané avec l'équipe du Sénégal | Liste des buts de Sadio Mané avec l'équipe du Sénégal | Liste des buts de Sadio Mané avec l'équipe du Sénégal | Liste des buts de Sadio Mané avec l'équipe du Sénégal | Liste des buts de Sadio Mané avec l'équipe du Sénégal | Liste des buts de Sadio Mané avec l'équipe du Sénégal | Liste des buts de Sadio Mané avec l'équipe du Sénégal |
| #                                                     | Date                                                  | Stade                                                          | Adversaire                                            | Résultat final                                        | Compétition                                           | Détail                                                | Détail                                                | Détail                                                | Sel.                                                  |
| ----------------------------------------------------- | ----------------------------------------------------- | -------------------------------------------------------------- | ----------------------------------------------------- | ----------------------------------------------------- | ----------------------------------------------------- | ----------------------------------------------------- | ----------------------------------------------------- | ----------------------------------------------------- | ----------------------------------------------------- |
| 1                                                     | 2 juin 2012                                           | Stade Léopold Sédar Senghor, Dakar, Sénégal                    | Liberia                                               | 3 - 1                                                 | Qualifications Mondial 2014                           | 82e                                                   |                                                       | 3 - 1                                                 | 2e                                                    |
| 2                                                     | 14 octobre 2012                                       | Stade Général Seyni Kountché, Niamey, Niger                    | Niger                                                 | 1 - 1                                                 | Match amical                                          | 49e                                                   |                                                       | 1 - 1                                                 | 6e                                                    |
| 3                                                     | 7 septembre 2013                                      | Stade de Marrakech, Marrakech, Maroc                           | Ouganda                                               | 1 - 0                                                 | Qualifications Mondial 2014                           | 84e                                                   |                                                       | 1 - 0                                                 | 12e                                                   |
| 4                                                     | 5 mars 2014                                           | Stade municipal Saint-Leu-la-Forêt, Saint-Leu-la-Forêt, France | Mali                                                  | 1 - 1                                                 | Match amical                                          | 60e                                                   |                                                       | 1 - 0                                                 | 15e                                                   |
| 5                                                     | 5 septembre 2014                                      | Stade Léopold Sédar Senghor, Dakar, Sénégal                    | Égypte                                                | 2 - 0                                                 | Qualifications CAN 2015                               | 45+1e                                                 |                                                       | 2 - 0                                                 | 17e                                                   |
| 6                                                     | 10 septembre 2014                                     | Botswana National Stadium, Gaborone, Botswana                  | Botswana                                              | 2 - 0                                                 | Qualifications CAN 2015                               | 33e                                                   |                                                       | 1 - 0                                                 | 18e                                                   |
| 7                                                     | 13 juin 2015                                          | Stade Léopold Sédar Senghor, Dakar, Sénégal                    | Burundi                                               | 3 - 1                                                 | Qualifications CAN 2017                               | 90e                                                   |                                                       | 3 - 1                                                 | 26e                                                   |
| 8                                                     | 5 septembre 2015                                      | Sam Nujoma Stadium (en), Windhoek, Namibie                     | Namibie                                               | 2 - 0                                                 | Qualifications CAN 2017                               | 57e                                                   |                                                       | 2 - 0                                                 | 27e                                                   |
| 9                                                     | 13 novembre 2015                                      | Stade municipal de Mahamasina, Antananarivo, Madagascar        | Madagascar                                            | 2 - 2                                                 | Qualifications Mondial 2018                           | 81e                                                   |                                                       | 2 - 2                                                 | 30e                                                   |
| 10                                                    | 4 juin 2016                                           | Stade du Prince Louis Rwagasore, Bujumbura, Burundi            | Burundi                                               | 2 - 0                                                 | Qualifications CAN 2017                               | 15e                                                   |                                                       | 1 - 0                                                 | 35e                                                   |
| 11                                                    | 15 janvier 2017                                       | Stade de Franceville, Franceville, Gabon                       | Tunisie                                               | 2 - 0                                                 | CAN 2017                                              | 10e                                                   | s.p                                                   | 1 - 0                                                 | 40e                                                   |
| 12                                                    | 19 janvier 2017                                       | Stade de Franceville, Franceville, Gabon                       | Zimbabwe                                              | 2 - 0                                                 | CAN 2017                                              | 9e                                                    |                                                       | 1 - 0                                                 | 41e                                                   |
| -                                                     | 27 mars 2017                                          | Stade Sébastien Charléty, Paris, France                        | Côte d'Ivoire                                         | 1 - 1                                                 | Match amical                                          | 67e                                                   | s.p                                                   | 1 - 0                                                 | -                                                     |
| 13                                                    | 5 septembre 2017                                      | Stade du 4-Août, Ouagadougou, Burkina Faso                     | Burkina Faso                                          | 2 - 2                                                 | Qualifications Mondial 2018                           | 75e                                                   |                                                       | 2 - 2                                                 | 45e                                                   |
| 14                                                    | 24 juin 2018                                          | Stade central, Iekaterinbourg, Russie                          | Japon                                                 | 2 - 2                                                 | Coupe du monde 2018                                   | 11e                                                   |                                                       | 1 - 0                                                 | 52e                                                   |
| 15                                                    | 26 mars 2019                                          | Stade Léopold Sédar Senghor, Dakar, Sénégal                    | Mali                                                  | 2 - 1                                                 | Match amical                                          | 87e                                                   |                                                       | 1 - 0                                                 | 58e                                                   |
| 16                                                    | 1er juillet 2019                                      | Stade du 30 Juin, Le Caire, Égypte                             | Kenya                                                 | 3 - 0                                                 | CAN 2019                                              | 71e                                                   |                                                       | 2 - 0                                                 | 61e                                                   |
| 17                                                    | 1er juillet 2019                                      | Stade du 30 Juin, Le Caire, Égypte                             | Kenya                                                 | 3 - 0                                                 | CAN 2019                                              | 78e                                                   | s.p                                                   | 3 - 0                                                 | 61e                                                   |
| 18                                                    | 5 juillet 2019                                        | Stade international du Caire, Le Caire, Égypte                 | Ouganda                                               | 1 - 0                                                 | CAN 2019                                              | 15e                                                   |                                                       | 1 - 0                                                 | 62e                                                   |
| 19                                                    | 11 novembre 2020                                      | Stade Lat-Dior, Thiès, Sénégal                                 | Guinée-Bissau                                         | 2 - 0                                                 | Qualifications CAN 2022                               | 44e                                                   | s.p                                                   | 1 - 0                                                 | 69e                                                   |
| 20                                                    | 15 novembre 2020                                      | Stade du 24 septembre                                          | Guinée-Bissau                                         | 1 - 0                                                 | Qualifications CAN 2022                               | 82e                                                   |                                                       | 1 - 0                                                 | 70e                                                   |
| 21                                                    | 5 juin 2021                                           | Stade Lat-Dior, Thiès, Sénégal                                 | Zambie                                                | 3 - 1                                                 | Match amical                                          | 21e                                                   | s.p                                                   | 1 - 0                                                 | 73e                                                   |
| 22                                                    | 8 juin 2021                                           | Stade Lat-Dior, Thiès, Sénégal                                 | Cap-Vert                                              | 2 - 0                                                 | Match amical                                          | 86e                                                   | s.p                                                   | 2 - 0                                                 | 74e                                                   |
| 23                                                    | 1er septembre 2021                                    | Stade Lat-Dior, Thiès, Sénégal                                 | Togo                                                  | 2 - 0                                                 | Qualifications Mondial 2022                           | 56e                                                   |                                                       | 1 - 0                                                 | 75e                                                   |
| 24                                                    | 7 septembre 2021                                      | Stade Alphonse-Massamba-Débat, Brazzaville, Congo              | Congo                                                 | 3 - 1                                                 | Qualifications Mondial 2022                           | 87e                                                   | s.p                                                   | 3 - 1                                                 | 76e                                                   |
| 25                                                    | 9 octobre 2021                                        | Stade Lat-Dior, Thiès, Sénégal                                 | Namibie                                               | 4 - 1                                                 | Qualifications Mondial 2022                           | 55e                                                   |                                                       | 3 - 0                                                 | 77e                                                   |
| 26                                                    | 10 janvier 2022                                       | Stade de Bafoussam, Bafoussam, Cameroun                        | Zimbabwe                                              | 1 - 0                                                 | CAN 2021                                              | 90+7e                                                 | s.p                                                   | 1 - 0                                                 | 80e                                                   |
| 27                                                    | 25 janvier 2022                                       | Stade de Bafoussam, Bafoussam, Cameroun                        | Cap-Vert                                              | 2 - 0                                                 | CAN 2021                                              | 63e                                                   |                                                       | 1 - 0                                                 | 83e                                                   |
| 28                                                    | 2 février 2022                                        | Stade Ahmadou Ahidjo, Yaoundé, Cameroun                        | Burkina Faso                                          | 3 - 1                                                 | CAN 2021                                              | 87e                                                   |                                                       | 3 - 1                                                 | 85e                                                   |
| 29                                                    | 4 juin 2022                                           | Stade Abdoulaye-Wade, Diamniadio, Sénégal                      | Bénin                                                 | 3 - 1                                                 | Qualifications CAN 2023                               | 12e                                                   | s.p                                                   | 1 - 0                                                 | 89e                                                   |
| 30                                                    | 4 juin 2022                                           | Stade Abdoulaye-Wade, Diamniadio, Sénégal                      | Bénin                                                 | 3 - 1                                                 | Qualifications CAN 2023                               | 22e                                                   |                                                       | 2 - 0                                                 | 89e                                                   |
| 31                                                    | 4 juin 2022                                           | Stade Abdoulaye-Wade, Diamniadio, Sénégal                      | Bénin                                                 | 3 - 1                                                 | Qualifications CAN 2023                               | 60e                                                   | s.p                                                   | 3 - 0                                                 | 89e                                                   |
| 32                                                    | 7 juin 2022                                           | Stade Abdoulaye-Wade, Diamniadio, Sénégal                      | Rwanda                                                | 1 - 0                                                 | Qualifications CAN 2023                               | 90+8e                                                 | s.p                                                   | 1 - 0                                                 | 90e                                                   |
| 33                                                    | 24 septembre 2022                                     | Stade de la Source, Orléans, France                            | Bolivie                                               | 2 - 0                                                 | Match amical                                          | 44e                                                   | s.p                                                   | 2 - 0                                                 | 91e                                                   |
| 34                                                    | 24 mars 2023                                          | Stade Léopold Sédar Senghor, Dakar, Sénégal                    | Mozambique                                            | 5 - 1                                                 | Qualifications CAN 2023                               | 15e                                                   |                                                       | 2 - 0                                                 | 93e                                                   |

## Œuvres philanthropiques
Sadio Mané a fait construire et financé, dans son village natal de Bambali, un stade de football, un établissement scolaire doté d'une connexion haut débit, un  hôpital et une mosquée,.